# کتی رمی
کتی رمی (به فرانسوی: Katy Rémy) نویسنده و شاعر قرن بیستم میلادی اهل فرانسه است.